# Барвинок (Белгородская область)
Барвинок — хутор в Валуйском городском округе Белгородской области России.

## География
Хутор находится в юго-восточной части Белгородской области, в лесостепной зоне, в пределах юго-западной части Среднерусской возвышенности, к югу от автодороги 14К-34, на расстоянии примерно 21 километра (по прямой) к западу от города Валуйки, административного центра округа. Абсолютная высота — 164 метра над уровнем моря.

### Климат
Климат характеризуется как умеренно континентальный. Средняя температура января −7,4 °C, средняя температура июля +20,3 °C. Годовое количество осадков составляет около 500 мм. Среднегодовое направление ветра юго-западное.

### Часовой пояс
Хутор Барвинок, как и вся Белгородская область, находится в часовой зоне МСК (московское время). Смещение применяемого времени относительно UTC составляет +3:00.

## Население
| 2002 | 2010 |
| ---- | ---- |
| 19   | ↘12  |

### Половой состав
По данным Всероссийской переписи населения 2010 года в гендерной структуре населения мужчины составляли 58,3 %, женщины — соответственно 41,7 %.

### Национальный состав
Согласно результатам переписи 2002 года, в национальной структуре населения русские составляли 90 %.